# Anthidium peruvianum
Anthidium peruvianum är en biart som beskrevs av Carlos Schrottky 1910. Anthidium peruvianum ingår i släktet ullbin, och familjen buksamlarbin. Inga underarter finns listade i Catalogue of Life.